# A tu lado
A tu lado fue un talk show de televisión emitido por la cadena española Telecinco, entre el 11 de febrero de 2002 y el 6 de julio de 2007.
Se emitía de lunes a viernes por la tarde. Comenzó como un talk-show para competir con Sabor a ti de Ana Rosa Quintana, emitido en Antena 3, pero se centró en tratar temas del corazón tras el auge de Gran Hermano. El formato estaba presentado por Emma García y sus colaboradores más destacados fueron "Felisuco", Aída Nízar, Lydia Lozano, Kiko Matamoros, Kiko Hernández, Ania Iglesias, Raquel Bollo, Antonio David Flores, Mila Ximénez, Karmele Marchante, o Carmina Ordóñez (esta última hasta el 22 de julio de 2004 al fallecer al día siguiente), entre otros.
El programa finalizó el 6 de julio de 2007, tras más de 5 años en antena y con buenos resultados de audiencia. La decisión fue tomada debido a que se quería renovar las tardes de Telecinco. Este programa fue sustituido por Está Pasando, conducido por Emilio Pineda y Lucía Riaño.

## Equipo
- Producción: Martingala y Atlas.
- Dirección y coordinación:
  - Ricardo Sanz
  - Vicente García
  - Manuela Manzano
  - Teresa Martín

### Presentadores
|               | Información                           | Duración    |
| ------------- | ------------------------------------- | ----------- |
| Emma García   | Presentadora de televisión            | (2002-2007) |
| Félix Álvarez | Humorista y presentador de televisión | (2002-2007) |

### Colaboradores
|                        | Información                    | Duración      |
| ---------------------- | ------------------------------ | ------------- |
| Carmina Ordóñez        | Socialité                      | (2003 - 2004) |
| Mayte Zaldívar         | Exmujer de Julián Muñoz        | (2004 - 2006) |
| Raquel Bollo           | Exmujer de Chiquetete          | (2002 - 2007) |
| Antonio David Flores   | Exmarido de Rocio Carrasco     | (2004 - 2007) |
| Mila Ximénez           | Exmujer de Manolo Santana      | (2002 - 2007) |
| Kiko Matamoros         | Representante artístico        | (2002 - 2007) |
| Kiko Hernández         | Finalista de Gran Hermano 3    | (2002 - 2007) |
| Aída Nizar             | Concursante de Gran Hermano 5  | (2005 - 2007) |
| Ania Iglesias          | Finalista de Gran Hermano 1    | (2003 - 2005) |
| Karmele Marchante      | Periodista                     | (2002 - 2007) |
| Txumari Alfaro         | Naturópata y presentador de TV | (2005)        |
| Lydia Lozano           | Periodista                     | (2002 - 2007) |
| Marisa Martín Blázquez | Periodista                     | (2002 - 2007) |

## Premios y nominaciones

### TP de Oro
| Año  | Categoría                  | Resultado |
| ---- | -------------------------- | --------- |
| 2004 | Presentadora (Emma García) | Nominada  |
| 2004 | Mayor magacín              | Ganador   |
| 2003 | Presentadora (Emma García) | Ganadora  |
| 2003 | Mayor magacín              | Ganador   |
| 2002 | Presentadora (Emma García) | Ganadora  |
| 2002 | Mayor magacín              | Ganador   |